# Bayesian
Die Bayesian war eine Segelyacht von Angela Bacares, der Witwe des englischen Milliardärs und Technologieunternehmers Mike Lynch, die am 19. August 2024 während eines Sturms vor Sizilien unterging. Bei dem Unglück kamen Lynch, seine Tochter und fünf weitere Personen ums Leben.

## Geschichte
Die Yacht wurde vom niederländischen Unternehmer Eric Albada Jelgersma bestellt (1939–2018) und von der Werft Perini Navi als letztes von zehn Schiffen ihrer 56-Meter-Serie in Viareggio (Italien) gebaut. Nach einem Segelunfall verkaufte Jelgersma die Yacht nach der Fertigstellung 2008 an den niederländischen Immobilienentwickler John Groenewoud, welcher der Yacht ihren Taufnamen „Salute“ gab.
Im November 2014 wurde die Yacht für 35 Mio. US-Dollar an Revtom Ltd. verkauft, ein auf der Isle of Man registriertes Unternehmen im Besitz von Angela Bacares, der Ehefrau von Mike Lynch, und in „Bayesian“ umbenannt. Den Namen Bayesian erhielt das Schiff in Anlehnung an die Bayessche Statistik, auf der maßgeblich der finanzgeschäftliche Erfolg von Mike Lynch beruhte.
Die Yacht war zuletzt 2020 generalüberholt worden und wurde zuletzt von Camper & Nicholsons International betrieben.

## Konstruktion
Die Innenausstattung der Yacht wurde vom Designbüro Rémi Tessier entworfen, das Außendesign stammte von Perini Navi. Die Bayesian hatte einen Rumpf und Aufbauten aus Aluminium sowie Teakdecks. Die Segelyacht hatte beim Bau den zweithöchsten Segelmast der Welt und den höchsten Aluminiummast mit 72,27 Meter Höhe (Höhe über Lademarke S). Die Segelfläche des als Slup getakelten Bootes betrug knapp 3000 Quadratmeter, bestehend aus Genua oder Fock als Stagsegel und einem Großsegel, ausgestattet mit Rollreffanlagen. Die Yacht hatte einen 9,83 Meter tief gehenden Hubkiel. Bei aufgeholtem Hubkiel betrug der Tiefgang 4,05 m.
Angetrieben wurde die Yacht von zwei MTU-8-Zylinder-Dieselmotoren (8V 2000 M72) mit je 720 kW (979 PS) bei einer Drehzahl von 2250/min, jeweils auf einen Propeller wirkend. Unter Motor hatte sie eine Marschgeschwindigkeit von 13 Knoten und erreichte mit den 49.700-Liter-Tanks eine Reichweite von etwa 3600 Seemeilen. Die Maximalgeschwindigkeit betrug 14,7 kn.

## Untergang
Die Yacht war in den Tagen vor ihrem Untergang aus Rotterdam kommend über die Küstengewässer der Normandie und Portugals bis zum Mittelmeer gefahren, welches sie anschließend mit dem Ziel Äolische Inseln durchquerte. Nach Stationen in Lipari, Stromboli und Milazzo ankerte sie am 18. August 2024 an der sizilianischen Nordküste vor Cefalù. Da der Wind zunahm, wurde entschieden, 25 sm (46 km) westwärts nach Porticello, dem Fischereihafen von Santa Flavia, zu fahren und Schutz vor dem vorhergesagten Wetter zu finden. Um 21:42 Uhr ankerte die Yacht 700 m östlich der Hauptmole des Hafens und der Hubkiel wurde aufgeholt. An Bord befanden sich neben der Schiffsmannschaft Mike Lynch und seine Ehefrau Angela Bacares sowie weitere Passagiere, bei denen es sich nach späteren Aussagen von Überlebenden hauptsächlich um Mitarbeiter und Geschäftspartner Lynchs handelte.
Am Ankerplatz vor Porticello (⊙) geriet sie in den frühen Morgenstunden des 19. August 2024 – etwa um 4 Uhr MESZ (UTC+2) – in eine Fallböe mit mehr als 70 kn (130 km/h), wodurch die Yacht in weniger als 15 Sekunden um 90° nach Steuerbord kippte und innerhalb von 16 Minuten sank. Unmittelbar vor dem Untergang feuerte die Besatzung eine Signalrakete ab. Ein ortsansässiger Fischer fand später die im Wasser treibende Notfunkbake des Schiffs.
Der deutsche Kapitän des in 150 m Entfernung ankernden Klippers Sir Robert Baden Powell bemerkte den Untergang, kam zu Hilfe und nahm Überlebende an Bord. Von den 22 Menschen an Bord der Bayesian konnten 15 mit Patrouillenbooten der Küstenwache und der Feuerwehr gerettet werden, darunter Mike Lynchs Ehefrau sowie ein einjähriges Kind und bis auf den Schiffskoch, der aus Antigua und Barbuda stammte und als erste Person tot geborgen wurde, die gesamte Crew.
Bei den Bergungsarbeiten kamen Taucher sowie ein Tauchroboter der italienischen Küstenwache zum Einsatz. Bei den zunächst sechs Vermissten handelte es sich neben Lynch um seine 18-jährige Tochter Hannah, den Banker Jonathan Bloomer und den Rechtsanwalt Chris Morvillo, der an Lynchs Freispruch bei einem Prozess in den USA mitgearbeitet hatte, sowie die Ehefrauen Bloomers und Morvillos. Bis zum Abend des 22. August wurden fünf Leichen geborgen und identifiziert. Nach vier Tagen Suche wurde der siebte und letzte Leichnam, der der 18 Jahre alten Tochter Lynchs, gesichtet, der aus der Bayesian von Spezialtauchern an die Oberfläche gebracht wurde.
Bei einer Inspektion des Wracks wurde der Rumpf am Meeresboden vollständig vorgefunden. Ein Augenzeugenbericht von einem Mastbruch bestätigte sich nicht. Die Seeunfalluntersuchungsbehörde Großbritanniens MAIB entsandte vier Ermittler nach Palermo, um eine erste Einschätzung vorzunehmen.
Aufgrund möglicher Konsequenzen aus dem Untergang für die Sicherheit an Bord von Privatyachten, bei der Crew-Ausbildung und der Notfallprotokolle, wird die Unfallermittlung international verfolgt.

## Vorläufiges Untersuchungsergebnis
Die Unfalluntersuchungsbehörde MAIB veröffentlichte am 15. Mai 2025 einen Zwischenbericht, in dem sie nach einer Computeranalyse feststellt, dass ab einer Krängung von über 70,6° das aufrichtende Moment nicht mehr ausreichte, um das Schiff wieder in eine ebene Schwimmlage zu bringen. Des Weiteren stellten die Ermittler fest, dass Windgeschwindigkeiten von über 63,4 kn wie zum Unfallzeitpunkt ausreichten, um die Bayesian bei aufgeholtem Hubkiel auch ohne gesetzte Segel zum Kentern zu bringen. Die vorherrschenden Windgeschwindigkeiten von weit über 64 kn reichten dafür folglich aus. Diese Gefährdung ging nicht aus der Stabilitätsdokumentation des Schiffes hervor und war laut dem Bericht weder dem Eigner noch der Crew bekannt.

## Hebung
Die zunächst für den 20. April 2025 (Ostersonntag) geplante Hebung wurde wegen Schlechtwetter auf den 27. April 2025 verschoben.
Mit der Hebung des Schiffs, das nahe Palermo in etwa 50 m Tiefe im Meer lag, war die Unternehmensgesellschaft TMC Marine mit Direktor Marcus Cave betraut. Am 9. Mai 2025 kam ein Taucher unter Wasser bei Schweißarbeiten zur Vorbereitung der Hebung des Schiffs ums Leben. Er war mit einer Nabelschnur (mit Zug- und Orientierungsleine, Telefonleitung bidirektional, Videoleitung nach oben, Stromversorgung für Beleuchtung, 2 Schweißgase (und/oder 2 polig Schweißstrom für Elektroschweißen?), Atemluft) mit einer Versorgungseinheit an der Wasseroberfläche verbunden. Die Sprechverbindung riss ab, ein nachgeschickter Taucher konnte den toten Taucher aus dem Wrack ziehen. Nach dem Todesfall ließ die Staatsanwaltschaft der Stadt Termini Imerese, die zum Untergang der Yacht ermittelt, den Meeresabschnitt, in dem sich der Todesfall ereignete, gerichtlich sperren.
Am 14. Mai 2025 wurde von einem schon vor dem Sinken der Yacht zerstörten Sicherheitsfenster zwischen Motorraum und Kontrollraum der Yacht berichtet, das per Video von den Taucharbeiten dokumentiert ist. Das Fehlen des Fensters könnte zum Eindringen von Wasser in den Maschinenraum geführt und das Sinken der Yacht beschleunigt haben.
Um die Hebung zu erleichtern, wurde der 72 m hohe Mast abgetrennt; er soll später separat geborgen werden. Am 20. Juni 2025 erfolgte die Hebung mit 8 Haupthebeschlingen durch den Schwimmkran Hebo Lift 10 und der Barge Hebo Lift 2 aus Rotterdam bis an die Wasseroberfläche. Am 21. Juni 2025 wurde das Wrack aus dem Wasser gehoben und am 23. Juni im Hafen von Termini Imerese in einem angefertigten Stahlrahmen abgesetzt.
Am 28. Juni 2025 wurden die ersten Bilder vom Inneren des Schiffs publiziert.

## Auszeichnungen
Die Yacht erhielt mehrere Auszeichnungen:
- 2008: International Superyacht Society Awards – Best Sailing Yacht interiors
- 2009: Boat International World Superyacht Award – Best Sailing Yacht in the over 45m